# Klimaklasse
Eine Klimaklasse gibt einen Temperaturbereich an, in dem ein Gerät oder Bauteil betrieben werden darf oder sollte.

## Kühl-/Gefriergeräte
Bei Kühl-/Gefriergeräten werden folgende Klimaklassen in der Produkt-Information aufgeführt.
- SN (Subnormal): Umgebungstemperatur von +10 °C bis +32 °C (z. B. unbeheizter Keller)
- N (Normal): Umgebungstemperatur von +16 °C bis +32 °C (Wohntemperaturbereich)
- ST (Subtropen): Umgebungstemperatur von +16 °C bis +38 °C
- T (Tropen): Umgebungstemperatur von +16 °C bis +43 °C

Hierzu gibt es die Norm EN 62552 Haushaltkühlgeräte – Eigenschaften und Prüfverfahren.
Bisher fehlt die Normierung und Kennzeichnung für eine Klimaklasse von Kühlgeräten, die in einer Umgebungstemperatur unter 10 °C betrieben werden können. Solche Geräte hat zumindest ein deutscher Hersteller bereits auf den Markt gebracht. Manche Verbraucher haben die Möglichkeit, etwa einen Gefrierschrank oder eine Gefriertruhe in Garagen oder anderen Räumen aufzustellen, wo im Winter die Temperatur deutlich darunter liegt. Bei Geräten der Klasse SN und höher besteht die Gefahr, dass Öl oder Kühlflüssigkeit des Gerätes bei zu niedrigen Temperaturen dickflüssig werden und der Motor (beim immer weniger häufig werdenden Einschalten) Schaden nimmt. Natürlich müssen solche Geräte auch bei entsprechend höheren Temperaturen in der warmen Jahreszeit funktionsfähig bleiben.

## Türen

### Klimaklassen nach RAL
Auch z. B. bei Türen kennt man Klimaklassen, die Auskunft darüber geben, in welchen Temperatur- und Feuchtigkeitsbereichen eine Tür verwendet werden sollte. Hierzu wurden früher vom RAL Deutsches Institut für Gütesicherung und Kennzeichnung folgende Klimaklassen definiert.
| Prüfklima   | Prüfdauer | Tür innen   | Tür innen    | Tür außen   | Tür außen    | Einsatzbereich                                                                                            |
| Klimaklasse | Prüfdauer | Luft- Temp. | rel. Feuchte | Luft- Temp. | rel. Feuchte | Einsatzbereich                                                                                            |
| ----------- | --------- | ----------- | ------------ | ----------- | ------------ | --- |
| I           | ? Tage    | 23 °C       | 30 %         | 18 °C       | 50 %         | ausreichend für Wohnungsinnentüren                                                                        |
| II          | ? Tage    | 23 °C       | 30 %         | 13 °C       | 65 %         | geeignet für Wohnungseingangstüren in beheizten Treppenhäusern                                            |
| III         | ? Tage    | 23 °C       | 30 %         | 03 °C       | 80 %         | für Hauseingangstüren vorzusehen, da höhere Temperatur- und Luftfeuchtigkeitsdifferenzen auftreten können |

Die Definitionen dieser Klimaklassen und Einsatzempfehlungen finden sich in der Güterichtlinie RAL-RG 426 Innentüren aus Holz und Holzwerkstoffen (letzte Ausgabe: 2.2002), sind jedoch inzwischen durch Normung überholt.
Diese Klimaklassen finden heute in älteren Quellen noch oft Verwendung. Da jedoch die Praxis gezeigt hat, dass diese Dreiteilung nicht ausreicht, wurde die Klassifizierung erweitert und in der EN 1121 und EN 1530 hinterlegt.

### Klimaklassen nach EN
In der EN 1530 sind fünf Klassen definiert, welche die zulässigen Verformungen beschreiben. Des Weiteren muss das Prüfklima (EN 1121) angegeben werden, in welchem die zulässige Verformung auftreten darf.
| Prüfklima | Prüfdauer  | Tür innen: Lufttemp. | Tür innen: rel. Feuchte | Tür außen: Lufttemp. | Tür außen: rel. Feuchte |
| --------- | ---------- | -------------------- | ----------------------- | -------------------- | ----------------------- |
| a         | 28 Tage    | 23 °C                | 30 %                    | 18 °C                | 50 %                    |
| b         | 28 Tage    | 23 °C                | 30 %                    | 13 °C                | 65 %                    |
| c         | 28 Tage    | 23 °C                | 30 %                    | 3 °C                 | 85 %                    |
| d         | 7 Tage     | 23 °C                | 30 %                    | −15 °C               | –––                     |
| e         | 24 Stunden | 20–30 °C             | –––                     | +80 °C               | –––                     |

Die komplette Klassifizierung heißt nun z. B. „2d“ statt „Klimaklasse III“ (alt), wobei „2“ für die Toleranzklasse steht, die beim Prüfklima „d“ eingehalten wird. Damit sind insbesondere stark beanspruchte Türen wesentlich besser zu beschreiben, etwa die Haustür, welche in der alten Norm eine minimale Außentemperatur von +3 °C auszuhalten hatte.

## Sonstige
Des Weiteren gibt es die VDI-Richtlinie VDI/VDE 3540 Blatt 2 mit dem Thema Zuverlässigkeit von Mess-, Steuer- und Regelgeräten · Klimaklassen für Geräte und Zubehör. Diese wurde aber zurückgezogen.